# Seyrigacris nigrofasciatus
Seyrigacris nigrofasciatus är en insektsart som beskrevs av Bolívar, C. 1932. Seyrigacris nigrofasciatus ingår i släktet Seyrigacris och familjen gräshoppor. Inga underarter finns listade i Catalogue of Life.